# Saksalan metsä
Saksalan metsä este o arie protejată (arie de protecție specială avifaunistică — SPA) din Finlanda întinsă pe o suprafață de 42 ha, integral pe uscat.

## Localizare
Centrul sitului Saksalan metsä este situat la coordonatele 61°21′18″N 25°19′19″E / 61.355°N 25.3219°E.

## Înființare
Situl Saksalan metsä a fost declarat arie de protecție specială avifaunistică în august 1998 pentru a proteja 3 specii de animale.

## Biodiversitate
Situată în ecoregiunea boreală, aria protejată nu include niciun habitat protejat.
La baza desemnării sitului se află mai multe specii protejate de  păsări (3): ciocănitoare neagră (Dryocopus martius), sfrâncioc roșiatic (Lanius collurio), ciocănitoare verzuie (Picus canus).
Pe lângă speciile protejate, pe teritoriul sitului au mai fost identificate 6 specii de păsări, 1 specie de mamifere.